# クイズ・マネーイズマネー
『クイズ・マネーイズマネー』は、1986年7月6日から1987年9月20日まで日本テレビ系列局で放送されていたクイズ番組である。読売テレビと東阪企画の共同製作番組で、クレジットには「制作 よみうりテレビ 東阪企画」と記されていた。放送時間は毎週日曜 19:00 - 19:30 （日本標準時）。

## 概要
毎回一般女性とその家族による3人1組のチーム×2組が出場。解答者ではなく出題者として参加していたのが特徴で、解答者は芸能人ゲストが務めていた。

## 出演者
- 司会
  - 山城新伍[1]
- アドバイザー
  - 井畑敏（いはた さとし） - 金融ジャーナリスト

## 番組構成
女性出場者はまず9枚あるパネルの中から1枚を引き、これによって解答者たちに出す3択問題を選ぶ。その後、的中しそうな解答者を1人指名する。この時に指名された解答者が正解していれば、パネルに記されている賞品と賞金は出場チームのものになる（画面上には「出題者の勝ち」と表示）。不正解だと無しにされる（画面上には「出題者の負け」と表示）。
両チームともにこれを繰り返していき、最終的に9枚中7枚のパネルを引いたところで終了（後に9枚中8枚に変更）。そして獲得賞金の多かったチームのみが後述の「チャンスコーナー」に参加できる。前期には、解答数（ポイント）が高かった解答者も「チャンスコーナー」に参加できたが、後期には参加せず、代わりにクルーガーランド金貨が贈られた。

### 視聴者プレゼント
残ったパネルに隠された賞品と、番組特製Tシャツ、そしてオリジナルの貯金箱「キャット・バンク」が贈られる。

### チャンスコーナー
前期には、獲得賞金の多かったチームとポイントの高かった解答者によるクイズ対決が行われていた。山城が残っているパネルの中から1枚を引き、そのパネルに記されている賞品を賭けてのクイズを出題。2択の書き問題で、正解者は賞品を獲得できる。
後期には獲得賞金の多かったチームのみが参加。山城が出すカナディアン・ロッキー行きの海外旅行が懸かった3択の問題に答える方式で、これに正解すると海外旅行を獲得できる。間違えると海外旅行は無く、代わりに粗品が進呈される。

## 収録場所
番組収録は、東阪企画が並行して手がけていた『花王名人劇場』（関西テレビ）と同じ演芸場で行われていた。

## テーマ曲
オープニングテーマとエンディングテーマは、共にMALTAの「SEXY GALAXY」（アルバム『SPARKLING』と『ブロードキャスト・トラックス TBS編』に収録）である。『噂の!東京マガジン』（TBS→BS-TBS）などでも使われている曲であるが、最初に使用したのは本番組である。他に挿入曲として、服部克久のアルバム『音楽畑』の曲も使用していた。